# 亀岡孝彰
亀岡 孝彰（かめおか たかあき、1915年10月28日 - 2003年11月20日）は、日本の経営者、元住友銀行 (現三井住友銀行)副頭取、元朝日麦酒 (現アサヒビール)会長。大阪府出身。官立旧制和歌山高等商業学校（現：和歌山大学経済学部）卒業。

## 経歴
- 1915年 大阪府に生まれる。
- 1936年 官立旧制和歌山高等商業学校（現：和歌山大学経済学部）卒業
- 1936年 住友銀行(現：三井住友銀行)に入行
- 1975年 住友銀行副頭取
- 1980年 朝日麦酒(現：アサヒビール)顧問
- 1981年 朝日麦酒会長
- 1985年 朝日麦酒会長を退任
- 2003年 心不全のため死去[1]。